# Старые Туймазы
Старые Туймазы (баш. Иҫке Туймазы) — село в Туймазинском районе Башкортостана, административный центр Старотуймазинского сельсовета.  Согласно переписи 2020 года население составляло 1329 человек.

## История
Село Туймазы основано башкирами Кыр-Еланской волости Казанской дороги на собственных вотчинных землях. Известно с 1751 года под названием Манчар. С 1930-х годах носит нынешнее название.

## Население
| 2002 | 2009  | 2010  |
| ---- | ----- | ----- |
| 1223 | ↗1285 | ↘1247 |

Национальный состав
Согласно переписи 2002 года, преобладающие национальности — башкиры (52 %), татары (44 %).

## Географическое положение
Расстояние до:
- районного центра (Туймазы): 9 км,
- ближайшей ж/д станции (Туймазы): 9 км.

## Религия
В селе находится мечеть «Нур»

## Известные уроженцы
- Аслаев, Нуриман Саитгареевич (род. 13 апреля 1939) — нефтяник, Почётный нефтяник СССР (1986), лауреат Государственной премии СССР (1989), Заслуженный нефтяник Республики Башкортостан (1994)[7].
- Хафизов, Фаиз Закиевич (род. 25 августа 1938, Туймазинский район, Башкирская АССР) — инженер-геолог, Лауреат Государственной премии СССР в области науки и техники (1984), Заслуженный геолог Российской Федерации (1999), доктор геолого-минералогических наук (1987), профессор (1994), академик РАЕН (1993), Международной академии информатизации (1994), Международной восточной нефтяной академии (1993), Международной академии минеральных ресурсов (1995).[8]